# Federico Baroschi
Federico Baroschi (Brescia, 21 settembre 1940 – Buggerru, 31 marzo 2022) è stato un politico e ingegnere italiano.

## Biografia
Laureato in ingegneria, originario di Brescia, si trasferì in Sardegna per lavorare come ingegnere, prima nella miniera di Monteponi a Iglesias e poi nel comparto industriale di Portovesme.
Fu presidente della Provincia di Cagliari dal 1985 al 1988, vice segretario regionale del Partito Socialista Italiano e consigliere regionale eletto nel 1989 nella X legislatura; dal 1990 al 1993 fu anche consigliere comunale a Iglesias.
Dal 28 giugno 2016 al 2021 fu consigliere comunale a Buggerru per una lista civica.
Morì il 31 marzo 2022 all'età di 81 anni.